# William Crotch
William Crotch (ur. 5 lipca 1775 w Norwich, zm. 29 grudnia 1847 w Taunton) – angielski kompozytor, organista, teoretyk muzyki, pedagog i malarz.

## Życiorys
Syn stolarza. Zadebiutował mając 2,5 roku, grając na organach w Norwich. Następnie wyruszył wraz z matką w kilkuletnią podróż koncertową po Anglii i Szkocji; w 1779 roku wystąpił przed rodziną królewską. Był uzdolnionym dzieckiem. Grał na organach, fortepianie i skrzypcach, pisał także własne kompozycje i zajmował się malarstwem. Od 1786 do 1788 roku był asystentem Johna Randalla, profesora muzyki na Cambridge University. W latach 1789–1799 przebywał w Oksfordzie, gdzie przygotowywał się do studiów i stanu duchownego. Był organistą oksfordzkiego Christ Church. W 1794 roku uzyskał bakalaureat, zaś w 1799 roku doktorat. Od 1797 roku był profesorem i organistą St John’s College w Oksfordzie.
W latach 1800–1804 prowadził serię wykładów o muzyce na Uniwersytecie Oksfordzkim, które kontynuował w latach 1804–1807 w londyńskim Royal Institution. Od 1807 roku działał na stałe w Londynie. Zrezygnował z profesury, zajmując się w następnych latach grą na organach, koncertowaniem i udzielaniem prywatnych lekcji. W 1809 roku zorganizował koncert monograficzny z okazji 50. rocznicy śmierci Georga Friedricha Händla. Propagował także twórczość J.S. Bacha. W 1812 roku wystawił, cieszące się dużą popularnością, oratorium Palestine. W latach 1814–1819 i 1828–1832 był członkiem Royal Philharmonic Society. Od 1822 do 1832 roku był dyrektorem Królewskiej Akademii Muzycznej, gdzie wykładał harmonię, kontrapunkt i kompozycję. W 1832 roku w następstwie skandalu obyczajowego, po tym, jak – zachwycony jej grą – ucałował jedną ze swoich uczennic, został zmuszony do wycofania się z życia publicznego. Pod koniec życia poświęcił się malarstwu i pisaniu pamiętników.

## Twórczość

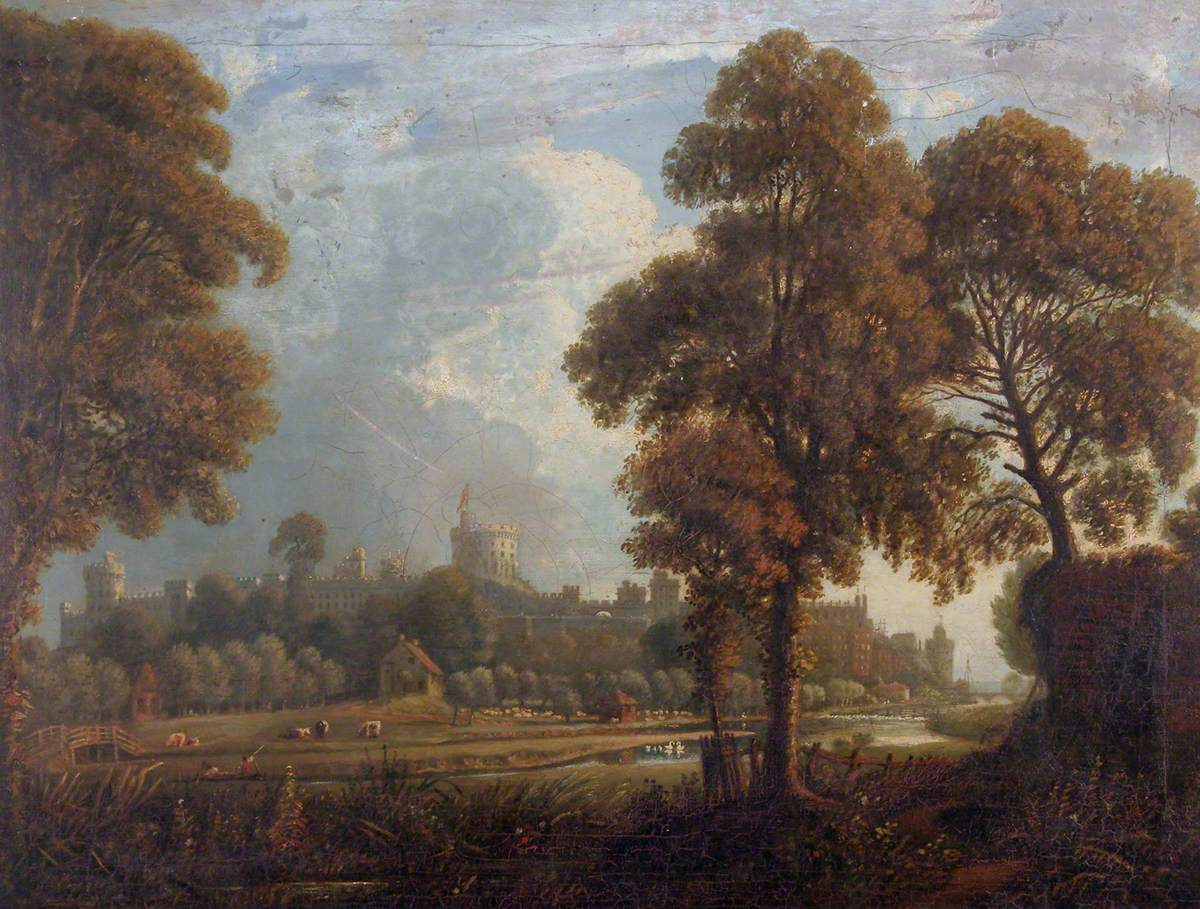
Obraz Williama Crotcha Windsor Castle

W zakresie formy i języka muzycznego pozostawał pod silnym wpływem G.F. Händla. Skomponował m.in. dwie symfonie (I Es-dur 1808, II F-dur 1814), dwie uwertury (1795, 1815), koncert na klawesyn lub fortepian i orkiestrę (1784), trzy koncerty na organy i orkiestrę, kwartet smyczkowy (1788), Two Sonatas na fortepian lub klawesyn i skrzypce (1786), Three Sonatas na fortepian lub klawesyn (1793), 30 Rounds na fortepian (1813), oratoria The Captivity of Judah (1786–1789) i Palestine (1811), ponadto anthemy i inne utwory wokalne, preludia, wariacje, divertimenta.
Pisał prace i artykuły poświęcone muzyce, z których najważniejsze znaczenie ma antologia Specimens of Various Styles of Music (Londyn 1808). Ponadto był autorem publikacji z rozmaitych dziedzin, poświęconych architekturze, sztuce budowy fortyfikacji czy naukom przyrodniczym. Jako malarz był twórcą blisko 1200 płócien i grafik, głównie pejzaży.